# San Francisco 49ers 1985
La stagione 1985 dei San Francisco 49ers è stata la 36ª della franchigia nella National Football League. Il running back della squadra Roger Craig divenne il primo giocatore della storia a correre mille yard e riceverne altre mille in una stagione, un'impresa riuscita in seguito solo a Marshall Faulk.

## Partite

### Stagione regolare
| Turno | Data               | Avversario             | Risultato | Pubblico |
| ----- | ------------------ | ---------------------- | --------- | -------- |
| 1     | 8/9/1985           | at Minnesota Vikings   | S 21–28   | 57,375   |
| 2     | 15/9/1985          | Atlanta Falcons        | V 35–16   | 58,923   |
| 3     | 22/9/1985          | at Los Angeles Raiders | V 34–10   | 87,006   |
| 4     | 29/9/1985          | New Orleans Saints     | S 17–20   | 58,053   |
| 5     | 6/10/1985          | at Atlanta Falcons     | V 38–17   | 44,740   |
| 6     | 13/10/1985         | Chicago Bears          | S 10–26   | 60,523   |
| 7     | 20/10/1985         | at Detroit Lions       | S 21–23   | 67,715   |
| 8     | October 27/10/1985 | at Los Angeles Rams    | V 28–14   | 65,939   |
| 9     | 3/11/1985          | Philadelphia Eagles    | V 24–13   | 58,383   |
| 10    | 11/11/1985 (Lun.)  | at Denver Broncos      | S 16–17   | 73,173   |
| 11    | 17/11/1985         | Kansas City Chiefs     | V 31–3    | 56,447   |
| 12    | 25/11/1985 (Lun.)  | Seattle Seahawks       | V 19–6    | 57,482   |
| 13    | 1/12/1985          | at Washington Redskins | V 35–8    | 51,321   |
| 14    | 9/12/1985 (Lun.)   | Los Angeles Rams       | S 20–27   | 60,581   |
| 15    | 15/12/1985         | at New Orleans Saints  | V 31–19   | 46,065   |
| 16    | 22/12/1985         | Dallas Cowboys         | V 31–16   | 60,114   |

### Playoff
| Turno     | Data       | Avversario         | Risultato |
| --------- | ---------- | ------------------ | --------- |
| Wild card | 29/12/1985 | at New York Giants | S 3-17    |